# Милица Бранкович (жена Леонардо III Токко)
Милица Бранкович (серб. Милица Бранковић, ум. 1464) — сербская принцесса, первая жена деспота Эпира и графа Кефалонии и Закинфа Леонардо III Токко, за которого вышла замуж 1 мая 1463 года. Была дочерью сербского деспота Лазаря Бранковича и византийской принцессы Елены Палеолог, ей сёстрами были королева Боснии Мария Бранкович-Котроманич и княгиня Кастриоти Ирина Бранкович. Умерла в 1464 году, родив Карло III Токко, который был титулярным носителем титулов своего отца.